# Hapoel Acre Football Club
O Hapoel Acre Football Club é um clube de futebol com sede em Acre, Israel. A equipe compete no Campeonato Israelense de Futebol.

## História
O clube foi fundado em 1946.

## Treinadores
- Momi Zafran (2006)
- Yaron Hochenboim (2007 – May 27, 2010)
- Eli Cohen (July 1, 2010 – May 13, 2012)
- Shimon Hadari (July 1, 2012 – Jan 1, 2013)
- Yuval Naim (Jan 27, 2013 – Jan 27, 2014)
- Alon Harazi (Jan 27, 2014 – Jan 5, 2015)
- Shlomi Dora (Jan 8, 2015 – May 2015)
- Yaron Hochenboim (June 28, 2015 – May 2016)
- Momi Zafran (2016)
- Shlomi Dora (May 31, 2016–present)